# IC 5173A
IC 5173A је спирална галаксија у сазвјежђу Индијанац која се налази на листи објеката дубоког неба у Индекс каталогу.
Деклинација објекта је - 69° 22' 3" а ректасцензија 22h 14m 38,3s. Привидна величина (магнитуда) објекта IC 5173 износи 15,1 а фотографска магнитуда 15,8. IC 5173A је још познат и под ознакама ESO 76-8A, AM 2210-693, Southern Integral-sign, PGC 68379.